# Faridabad
Faridabad (hindi: फरीदाबाद) är en stad i den indiska delstaten Haryana och är belägen 25 km söder om Delhi. Folkmängden uppgick till cirka 1,4 miljoner invånare vid folkräkningen 2011, och det är den största industristaden i delstaten. Staden är huvudort för ett distrikt med samma namn. Viktiga näringar i Faridabad är bland annat tillverkning av traktorer, motorcyklar, växellådor, kylskåp och däck.
Faridabad grundades 1607 av Shaikh Farid, stormogul Jahangirs skattmästare. Staden skulle skydda den stora väg som passerar genom detta område, och därför byggdes också ett fort på platsen.
I trakten finns också ett turistkomplex i Badhkalsjön och en golfklubb i Arravali. Ett populärt utflyktsmål är Raja Nahar Singhs gamla palats.